# سان بوتيتو الترا
سان بوتيتو الترا، (بالإنجليزية: San Potito Ultra)‏، هي مدينة و(بلدية) في مقاطعة أفيلينو، كامبانيا، إيطاليا.

## السكان
في سنة 1861 بلغ عدد السكان 1٬012 نسمة، وتطور العدد ليصل في سنة 2011 لـ 1٬598 نسمة.
يظهر هذا المخطط البياني تطور النمو السكاني لـ سان بوتيتو الترا